# Friedrich Ernst Vorberg
Friedrich Ernst Vorberg (* 31. Dezember 1733 in Cobbel; † April 1808) war ein deutscher Theologe, Pädagoge und Schriftsteller.

## Leben
Friedrich Ernst Vorberg war in der Zeit um 1748 Schüler am Pädagogiums zum Kloster Unser Lieben Frauen in Magdeburg. Ab 1758 war er dort als Lehrer tätig. Von 1765 bis 1766/67 war er Rektor des Pädagogiums. Mit zwei Schulprogramm-Abhandlungen zu literarischen Fragen wurde er in das von Georg Christoph Hamberger begründete Schriftstellerlexikon aufgenommen. 1766 wandte sich Vorberg gegen die Vorherrschaft des Latein- und Griechischunterrichts und propagierte mehr Unterricht in den „göttlichen Schriften“ und Literatur und Wissenschaft. Er erarbeitete auf Wunsch des Propstes Gotthilf Christoph Bake bis April 1766 auch eine neue Schulordnung für das Pädagogium. Anschließend war er bis 1777 Prokurator.
1771 wurde er als Nachfolger von Johann Andreas Lutterodt Pfarrer an der evangelischen Sankt-Gertraud-Kirche in Salbke. Diese Pfarrstelle hatte er bis zu seinem Tode 1808 inne.
Am 27. Dezember 1790 wurde in Salbke sein Sohn Georg Christoph Nathanel Vorberg geboren.

## Werke
- De adjumente addiscendae historiae litteraria, pueris perutili non magis quam juendo. Magdeburg 1765
- Gedanken über die zu weit getriebene Hochschätzung der alten klassischen Schriftsteller. Magdeburg 1766